# Bacelarella
Bacelarella is een geslacht van spinnen uit de familie springspinnen (Salticidae).

## Soorten
De volgende soorten zijn bij het geslacht ingedeeld:
- Bacelarella conjugans Szüts & Jocqué, 2001
- Bacelarella dracula Szüts & Jocqué, 2001
- Bacelarella fradei Berland & Millot, 1941
- Bacelarella iactans Szüts & Jocqué, 2001
- Bacelarella pavida Szüts & Jocqué, 2001
- Bacelarella tanohi Szüts & Jocqué, 2001
- Bacelarella tentativa Szüts & Jocqué, 2001